# Skrăt
Skrăt (bulgariska: Скрът) är ett distrikt i Bulgarien.   Det ligger i kommunen Obsjtina Petritj och regionen Blagoevgrad, i den sydvästra delen av landet, 150 km söder om huvudstaden Sofia.